# Билли «Блокада»
«Билли Блокада» (англ. Blockade Billy) — повесть американского писателя Стивена Кинга, в которой рассказывается о бейсболисте вымышленной команды «Нью-Джерси Тайтанс» (англ. New Jersey Titans) Уильяме Блэйкли по прозвищу Билли «Блокада».
Повесть входит в сборник рассказов «Лавка дурных снов».
Повесть была опубликована издательством Cemetery Dance отдельной книгой в твёрдом переплёте с обложкой, иллюстрированной Гленом Орбиком (автором иллюстрации обложки первого издания другого романа Кинга, «Парень из Колорадо»), а также с иллюстрациями Алекса МакВея, 20 апреля 2010 года. В первые экземпляры книги была вложена репродукция бейсбольной карточки Уильяма Блэйкли.
По поводу этой повести, Стивен Кинг сказал следующее: «Я обожаю старый бейсбол, и я также обожаю то, как люди, которые провели в этом спорте всю свою жизнь, говорят об этом спорте. Я попытался совместить эти вещи в этой истории саспенса. Меня уже многие годы спрашивают, когда же я напишу бейсбольную историю. Не спрашивайте больше; вот она». Ричард Чизмер из издательства Cemetery Dance сказал: «Будучи фанатом бейсбола всю свою жизнь, и многострадальным фанатом Ориолс, я не вижу лучшего способа открытия сезона 2010 года, чем публикация этой повести. Мы со Стивеном Кингом переписываемся по поводу бейсбола и книг уже около 20 лет, так что совмещение этих двух вещей для меня — сбытие мечты». Агент Кинга, Чак Веррилл, сказал: «Всегда, когда фанат „Ред Сокс“, фанат „Ориолс“, и фанат „Янкис“ могут в чём-то посотрудничать, результат обязан быть фантастическим».

## Сюжет
Вся повесть — длинный монолог старого тренера Джорджа Грантема из дома престарелых, рассказывающего Кингу историю о «Билли „Блокаде“ Блейкли». Дело происходит в середине 1950-х (скорее всего, в 1956 году — упоминается приз Сая Янга, введённый в 1956 году, а через некоторое время после упоминаемых событий происходит запуск первого спутника (4 октября 1957 года)); команда «Нью-Джерси Тайтанс» за двое суток потеряла двух кэтчеров: один, будучи пьян, задавил на автомобиле женщину и был арестован, а второй получил серьёзные травмы в тренировочной игре. В срочном порядке ищется замена, которой стал молодой игрок из команды «Кукурузники Дэвенпорта» то ли 2, то ли 3 лиги — Уильям Блейкли. На указательном пальце игрока тренер видит лейкопластырь, но не придаёт этому значения.
В первой же игре новичок играет весьма хорошо; в одном из эпизодов игрок команды соперников при столкновении с Билли получает травму — сухожилие на ноге как будто перерезано. Пострадавший уверяет, что его поцарапали ногтями; когда вызывают Билли, его ногти ничем не выделяются — коротко острижены, не заточены и т. д. Однако тренер Грантем замечает, что лейкопластырь пропал, а видимых повреждений на пальце Билли нет.
Удачная игра обеспечивает Билли расположение всей команды; особенно он сдружился с местной «звездой» питчером Дэнни Дузеном (претендентом на приз Сая Янга), который считает Билли своим талисманом.
Спустя несколько игр, перед игрой с «Белыми носками», Дузен «накручивает» Билли, говоря, что судья Хай Вендерс хочет их засудить. За считанные минуты до начали игры Грантем застает менеджера Джо ДиПунна в слезах за телефонным разговором; тот отказывается говорить, в чём дело. Во время матча Вендерс оценивает спорный эпизод в пользу «Белых носков»; Грантем начинает спорить с Вендерсом и тот удаляет его с поля. Болельщики начинают скандировать «Смерть судье!». В раздевалке Грантем видит Джо, двух полицейских и детектива, которые рассказывают ему историю «Билли Блейкли» — на самом деле это Юджин Кацанис, сирота, найденный младенцем в коробке и воспитанный в христианском приюте в суровых условиях. Он был работником на ферме влиятельного семейства Блейкли (Клеренс, штат Айова), а также играл в бейсбол с настоящим Билли Блейкли — сначала в конкурирующей команде, потом в той же. Но если Юджин быстро прогрессировал, то Билли не показывал должных результатов, и вся семья стала завидовать Юджину. Скорее всего, начались придирки, скандалы, и однажды Юджин перерезал им горла чем-то вроде бритвы, и стал жить на ферме; когда через несколько дней раздался звонок с приглашением Билли в команду, у Юджина созрел план. Он взял водительское удостоверение (в те времена на них не было фото), прирезал коров, чтобы те не мычали, оставил на двери записку с сообщением, что семья уехала по срочным делам и под видом Билли приехал в расположение команды «Титаны». А недавно газовщик заполнял резервуары для газа за сараем и почувствовал запах разложения.
Менеджер просит Грантема отослать «Билли»-Юджина в раздевалку одного, чтобы команда не видела этого. Тренер выполняет просьбу, но, видимо, «Билли» заподозрил что-то. Он идет мимо раздевалки в судейскую и убивает Хайя Вендерса; его, окровавленного, не оказывающего сопротивления, арестовывает полиция. На пальце у него обнаруживается кольцо с маленьким выдвижным лезвием бритвы, которым и совершались убийства.
Результаты «Титанов» аннулируются; имя «Билли» тщательно вымарывается отовсюду, сам он подавился куском мыла и умер в тюрьме. Джо ДиПунна умер в 1962 году.